# Manuel Serafín Pichardo Peralta

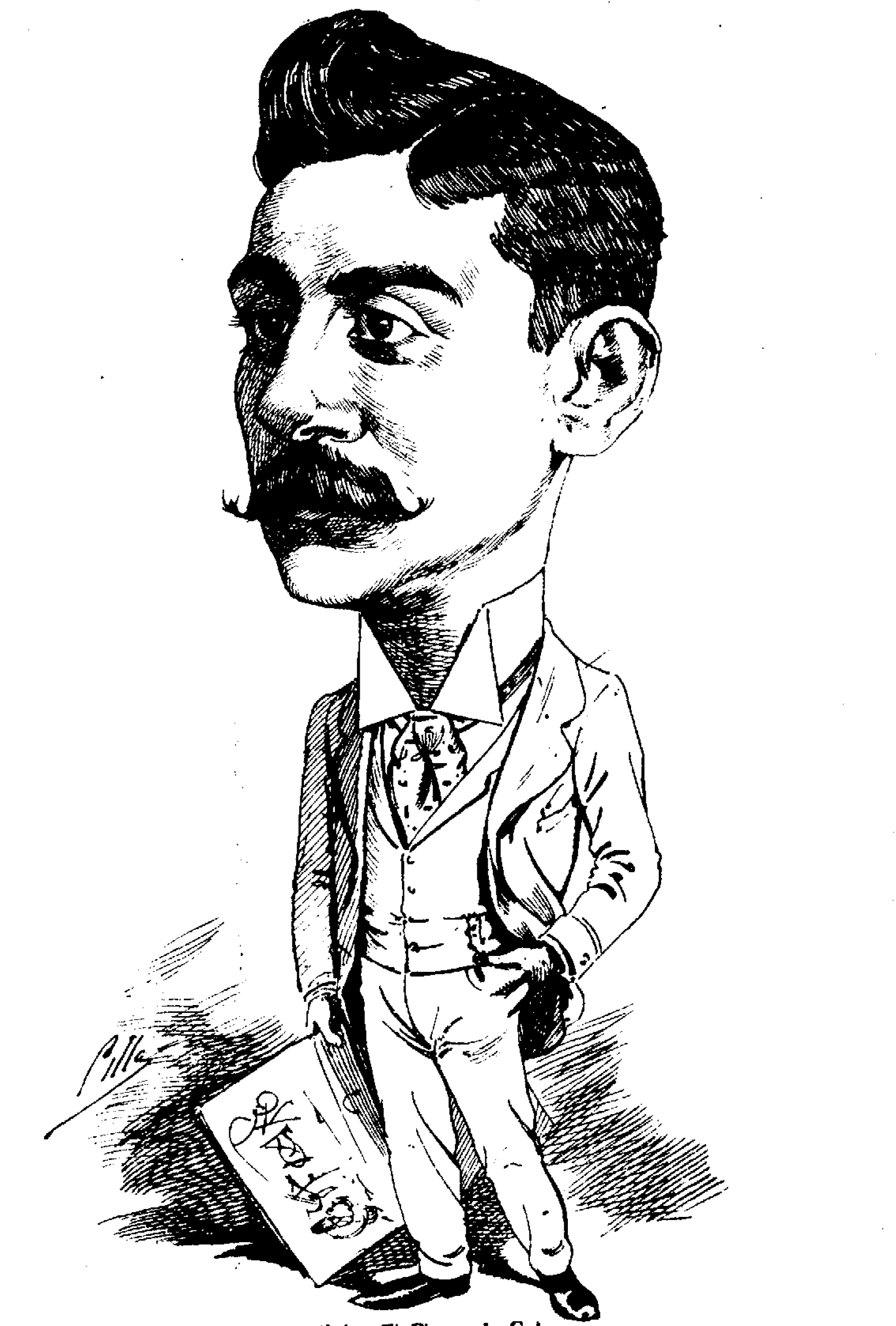
Manuel S. Pichardo (Madrid Cómico, 1890)

Manuel Serafín Pichardo Peralta (* 1. Oktober 1865 in Santa Clara; † 13. März 1937 in Madrid) war ein kubanischer Verleger und Botschafter.

## Leben
Manuel Serafín Pichardo Peralta studierte Rechtswissenschaft und übte den Beruf des Rechtsanwaltes aus. Von 1885 bis 1909 verlegte er mit Carlos de Montal die Illustrierte El Figaro.
Seit 1910 diente er als Diplomat; sein erster Posten war Madrid. Ab 1933 war er außerordentlicher Gesandter und Ministre plénipotentiaire in Madrid. In das Ende seiner Amtszeit als Botschafter in Madrid fiel der Spanische Bürgerkrieg. Die Regierung der zweiten Spanischen Republik akzeptierte, dass die kubanische Botschaft Asyl gewährte. Es war beabsichtigt, einen Teil der Asylsuchenden in Kuba einzubürgern. Der Pianist und Komponist Emilio Granet und der Violinist René Izquierdo wurden nach Paris gebracht. Manuel Serafín Pichardo Peralta berichtete über Funk dem kubanischen Vertreter beim Völkerbund in Genf die Situation.